# Parafia Trójcy Świętej Zielina-Kujawy
Parafia Trójcy Świętej w Zielinie i Kujawach – parafia rzymskokatolicka, znajdująca się w diecezji opolskiej, w dekanacie Krapkowice.

## Historia
Miejscowość wspomniana w 1383 roku. Kościół i parafia znajdowały się w spisie świętopietrza z 1447 r. w archiprezbiteracie głogóweckim. Obecny kościół zbudowany w 1583 r. prawdopodobnie z myślą o protestantach, prezbiterium renesansowe z zachowaną polichromią; został powiększony w 1938 r. W parafii działało bractwo św. Barbary.
W latach 1961–1962 administratorem parafii był ks. Alfons Nossol.